# 亂步奇譚 Game of Laplace
《亂步奇譚 Game of Laplace》（日语：乱歩奇譚 Game of Laplace）是一部為了纪念作家江戶川亂步逝世50年的日本原創動畫，故事原案是以其作品群為中心並把設定改為現代。動畫於2015年7月3日開始播放。

## 故事簡介
設定於2016年，擁有查案的兩位國中生與一位高中生的推理故事，目前所知的章節有以下七個。
人間椅子篇
少年偵探團
影男篇
黑蜥蜴
怪人二十面相·芋蟲篇
地獄風景篇
帕諾拉馬島綺譚篇

## 登場人物

### 主要人物
明智小五郎（聲：櫻井孝宏）
生日：1月21日，水瓶座；身高180cm，體重64kg。
本作主角。17歲。宮內廳公認特定未成年少年偵探。經由協助破案而獲得國家許可不上學的17歲天才高中生。非常依賴罐裝咖啡，並時常服用某種藥物，於第四話中可得知服用的藥物為Sleep-Aid 10mg，即助眠藥物。對貓有恐懼症，小孩也喜歡他。有練過空手道，但礙於身材及體格，打鬥後會導致脫臼，第八話中說出其全名為明智小五郎。
性情冷淡而且毒舌，但對想成為助手的小林似乎拿他沒有辦法，也對小林沒經他同意擅闖自己的偵探事務所還有收養貓咪一事顯得很無能為力。
為了追捕所有怪人二十面相而成為偵探，知道二十面相的真面目是學生時期已死的摯友浪越感到震驚，但仍誓言阻止他。在浪越的事件後，總算能好好睡眠。
原型為原案多部作品登場之偵探明智小五郎。
小林（聲：高橋李依）
生日：9月12日，處女座；身高154cm，體重45kg。
13歲男中學生。對其他人的興趣極端薄弱，游離于周圍的存在，但和同班同學羽柴很親密。在人間椅子的事件上與明智會面後，志願成為明智的助手。在人們的眼中他比較中性，小學時代被人曾經誤會為女生。完全不介意穿著女裝進行調查任務。
理解浪越的想法，要跟他一起尋短時及時被羽柴救下。
原型為原案多部作品登場之偵探助手暨少年偵探團團長小林芳雄。
羽柴（聲：山下大輝）
生日:4月2日，白羊座 。
14歲男中學生，小林的同級生及其朋友。擔任班級委員，愛照顧人的好人性格。財閥的公子。對女性魅力的小林擁有微妙的特別情感。
似乎有過目不忘的能力也是本作的常識人，有時不太能理解小林和明智在想什麼。
小林被浪越擄走後，與明智一同前往阻止其計劃。
原型為原案多部作品登場之少年偵探團團員羽柴壯二。
中村（聲：長）
警視廳搜查一課經驗豐富的38歲警部。原本是加賀美的直屬上司，之後成為加賀美的好幫手。
加賀美被捕後常前往探親他。
看似漫不經心，但實際上辦案也是非常的認真，從旁協助明智阻止二十面相。
原型為原案多部作品登場之同名警部角色。
加賀美圭介（聲：小西克幸）
新宿警視廳搜查一課的26歲精英警視。對打擊犯罪抱有正義感的年輕人，有一個已經過世的妹妹時子，因為妹妹的死導致加賀美變成怪人二十面相。
事件結束後被逮捕，在獄中表示怪人二十面相還會繼續增加。
南（聲：藤田咲）
死因裁判官。常與屍體君一起，能輕快地解釋死亡解剖結果。
屍體君（聲：山口勝平）
屍體外型的玩偶。被南當作為夥伴，經常被其用作解釋解剖結果及模擬兇殺過程的道具。

### 罪犯
星野（聲：矢作紗友里）
14歲的女中學生，與小林同班的同學。
喜歡班主任，但因班主任開始喜歡小林，而在嫉妬心的驅使下殺害班主任，並設下陷阱嫁禍小林。不過在事件發生後，因「老師被弄成這樣」的發言而被小林懷疑，被其設局鎖定她為兇手。
原型為作品《暗室》之角色星野真弓。
綿貫（聲：陶山章央）
28歲連續少女監禁誘拐犯。被小林稱為「為追求家庭間的愛而扭曲的人」。在被影男問及為什麼殺害幸子時，隨意地表示因其不肯成為自己的女兒，而將其以機器壓碎且摻入水泥內，在利用那些水泥製成牆壁後更將其生前的姿態加工至壁上。
在本次事件發生前曾經被逮捕，但最後因精神鑑定報告指出其神智異常而無罪釋放。在本次事件發生後，因證據不足而獲警方放棄起訴，但其實是引出「現·二十面相」故事的誘餌。在被「現·二十面相」捕捉後，因明智的中途出現及其優先逮捕「現·二十面相」的決定而成功逃離，但最後仍遭到幸子的父親報復刺殺。
原型為作品《地獄的滑稽大師》之雕刻家綿貫創人。
須永（聲：伊丸岡篤）
因犯下「傷害致死」而被警視加賀美逮捕的嫌疑犯，過去曾經因為精神病入院留医而不被起訴。在預防性拘留時又再次殺害監視人員而逃走，並將自己過去遭逮捕的怨恨發洩在加賀美最重要的妹妹時子身上，因此時子才被殺害。之後被偽裝成二十面相的加賀美引誘下，在加賀美的房子浴室中以自己殺害加賀美妹妹的相同手法遇害，遇害時挖去雙眼並以腐蝕性化學藥物溶解四肢，並且插入呼吸管讓其無法馬上死亡。
原型為作品《芋蟲》之同名中尉角色。

#### 怪盜
黑蜥蜴（聲：日笠陽子）
生日：5月18日
被收監在特殊犯罪者的單身牢房「新宿監獄」的女賊，監倉內有黒蜥蜴的專屬奴隸。性格上有被明智虐待的傾向，有著一流的情報收集能力。擁有財政界的影響力，曾與羽柴的祖父有一段淵源。
除非案情陷入膠著，否則明智能不來黑蜥蝪這裡就不來。
在明智要去阻止浪越時曾指派自己的專屬奴隸阻止二十面相的激進信徒。
原型為同名作品之同名反派角色。
影男（聲：子安武人）
年齡不詳的稀代怪盜。經常戴著紙袋的少女愛好者。變裝達人，擅於裝扮成他人（幼女除外），但被人知道身份時便會將紙袋戴回頭上。
為了將自己的恩人大曾根幸子從誘拐犯手中救出，便与小林接觸，並希望其能成為誘餌引出犯人。之後在到達監禁現場後從其他同樣被囚的少女口中得知，幸子因反抗誘拐犯而遭殺害。在犯人出現時因憤怒而狂毆他，但反遭毆打，最後在加賀美及中村等警察到達後，自己亦裝扮成一名警察流淚離去。
似乎知道明智的一些秘密，有時喬裝成他的樣子，在明智要去阻止浪越時曾跳出來從旁協助阻擋二十面相的激進信徒。
原型為同名作品之同名反英雄角色。

#### 怪人二十面相
二十面相
三年前因連續殺死惡人而成為話題的怪人。偶然會出現模仿犯，但報導會受到限制。
原型為原案大部分作品之同名反派角色。
浪越（聲：福山潤）
第一代二十面相。明智初中時期的同級生。傳聞已經自焚而亡，但於第十話可知自焚事件實乃偷天換日。
原型為《怪人二十面相》系列作品的同名警官角色。
是一位天才，也因為如此所以和他人不易相處。在校遭到霸凌而教師視而不見，家中受到父母的高壓對待，唯一能讓身心休息的場所為與明智一同研究混沌理論的圖書館。在遭受的暴力逐步升級，並且連好友明智都即將被列入攻擊對象後決心動手改變，運用與明智一同演算的公式令這些人一個個死亡。
演算的公式──暗黑星被明智否定並要求停止繼續深入後大受打擊，為了證明公式正確而化身為二十面相。
現·二十面相
在一週內連續殺害15人的人，專門殺害犯下罪行但未接受懲罰的人。特點為在殺人前後必定會上傳影像、殺人前會發出預告，以及會在殺人後公佈在什麼地方殺了誰。
真正身份為警視加賀美。因其曾經逮捕過逃避法律漏洞而不獲起訴的嫌疑犯須永，動搖了自己的意志，加上因此而遭到殺害的妹妹雙重打擊之下而走上岐途，才會偽裝成「二十面相」對逃避法律責任的人進行殘酷制裁。
東小路千代子（聲：M・A・O）
帕諾拉馬島的二十面相。
原型為作品《帕諾拉馬島綺譚》之富豪菰田源三郎的妹妹東小路伯爵夫人及他的太太菰田千代子。
南（聲：藤田咲）
因為親弟弟的死亡使南成為了二十面相。知道明智與浪越寫出的算式與暗黑星等事情，原因不明。
在宗像隆一郎的會議前將食物中的食材替換為非法註冊的腦硬膜，但被明智再度替換而失敗。
現職死因裁判官。

### 受害者
班主任（聲：加藤將之）
被小林發現被殺的班主任。生前為連續殺人犯，喜歡殺害他的戀人後將屍體製作成椅子。後來教室教師席椅背內藏有其胸骨及心臟則被小林發現。
原型為作品《人間椅子》之無名木匠角色。
大曾根 幸子（聲：大橋步夕）
過去曾患過大病，只靠父親勉強支持，後因影男的幫助而能進行手術且成功康復。其後幫助在公園內險些暈倒的影男，並得知其是曾經幫助自己的人。
被綿貫誘拐的少女之一，但因不肯成為「綿貫的女兒」而被其殘忍地殺害。
原型按照作品《暗室》中的大曾根家族作延伸。
加賀美時子（聲：豐口惠）
加賀美相依為命的妹妹。夢想成為一位設計師。被須永所殺害，遇害時遭其挖去雙眼並去除四肢被吊屍在大街之上。
原型為作品《芋蟲》之中尉妻子須永時子。
菰田（聲：一條和矢）
原型為作品《帕諾拉馬島綺譚》之富豪菰田源三郎。
人見（聲：大竹宏）
原型為作品《帕諾拉馬島綺譚》之小說家人見廣介。
宗像隆一郎（聲：寶龜克壽）
61歲的醫生，現時任職一般社團法人關東專門病院理事長、歌舞伎町大學病院醫學部名譽教授、歌舞伎町大學病院委員長。神經醫學界的先端，因其功績而獲得國民榮譽獎。
表面上是一個清廉正直的醫師。但曾經替現職死因審判官的南的弟弟替換非法註冊的腦硬膜，導致病況加重，病患於一個月後自戕，而自己則為自保而銷毀所有相關的醫療紀錄。
死因為吊燈落下，中心插入腹部大量出血而亡。
原型為作品《怪指紋》之博士宗像隆一郎。
南的弟弟（聲：山口勝平）
死因審判官南的弟弟。在過去因為宗像進行的替換非法註冊的腦硬膜的手術而受到感染，其後自殺。

### 其他人物
花菱（聲：中原麻衣）
代替之前小林班上被殺的的班主任而赴任的32歲女性教師。喜歡頭上帶上貓耳並穿上粉紅色衣服，說話時帶有動畫口音，手上有割傷傷痕。
在發現被殺的班主任的胸骨及心臟藏於老師椅子後被嚇到暴走，事後要在家中休息一個月。
原型為作品《暗室》之角色花菱蘭子。
北見（聲：竹内良太）
原型為作品《帕諾拉馬島綺譚》之文學家北見小五郎。
深山（聲：川邊俊介）
駐守於帕諾拉馬島的警察。
角田（聲：松田健一郎）
原型為作品《帕諾拉馬島綺譚》之同名僕人角色。

## 電視動畫

### 製作團隊
- 原案：江戶川亂步
- 監督：岸誠二
- 系列構成：上江洲誠
- 角色設計：森田和明
- 總作畫監督：山形孝二、鎌田祐輔
- 道具設計：廣瀬智仁
- 美術監督：宮越歩
- 美術設定：曽野由大
- 色彩設計：加口大朗
- 攝影監督：三品雄介
- CG監督：内山正文
- 編輯：坂本雅紀
- 音響監督：飯田里樹
- 音樂：横山克
- 首席製作人：松崎容子、横山朱子
- 製作人：森彬俊、松本美穂
- 動畫製作人：比嘉勇二、鹿嶌舜
- 動畫制作：Lerche
- 制作：亂步奇譚俱樂部（富士電視台、Aniplex、關西電視台、光文社、電通）

### 主題曲
片頭曲《速度與磨擦》（スピードと摩擦）
作詞、作曲：秋田，主唱：amazarashi
片尾曲《三日月》（ミカヅキ）
作詞、作曲、主唱： Sayuri ，編曲：江口亮
明智小五郎和浪越所聽的劇中歌《最后时光》（Last days）
作曲：横山克，歌、補作詞：高尾直樹，作詞：五阿弥瑠奈

### 各話列表
| 話數 | 日文標題 | 中文標題               | 劇本     | 分鏡       | 演出       | 作畫監督                                                                         | 總作畫監督 | 出處                                                                             |
| ---- | -------- | ---------------------- | -------- | ---------- | ---------- | -------------------------------------------------------------------------------- | ---------- | -------------------------------------------------------------------------------- |
| #1   |          | 人間椅子（前篇）       | 上江洲誠 | 平井義通   | 糸賀慎太郎 | 山形孝二、幸野浩二 廣瀬智仁（道具）                                              | 山形孝二   | 《人間椅子》 江戶川亂步全集第1卷 收錄於《屋脊里的散步者》 （光文社文庫）         |
| #2   |          | 人間椅子（後篇）       | 上江洲誠 | 山本天志   | 木野目優   | 鎌田祐輔、樋口博美 廣瀬智仁（道具）                                              | 鎌田祐輔   | 《人間椅子》 江戶川亂步全集第1卷 收錄於《屋脊里的散步者》 （光文社文庫）         |
| #3   |          | 影男                   | 朱白葵   | 島津裕行   | 佐藤和磨   | 門智昭、堀江由美                                                                 | 山形孝二   | 《影男》 江戶川亂步全集第18卷 收錄於《月與手袋》 （光文社文庫）                  |
| #4   | [ 1 ]    | 怪人二十面相           | 朱白葵   | 鈴木行     | 橋口洋介   | 管振宇、李少雷                                                                   | 鎌田祐輔   | 《怪人二十面相》 江戶川亂步全集第10卷 收錄於《大暗室》 （光文社文庫）            |
| #5   |          | 芋蟲                   | 朱白葵   | 平井義通   | 牛草健     | 幸野浩二、樋口博美                                                               | 山形孝二   | 《芋蟲》 江戶川亂步全集第3卷 收錄於《陰獸》 （光文社文庫）                       |
| #6   |          | 地獄風景               | 上江洲誠 | 木村真一郎 | 糸賀慎太郎 | 鎌田祐輔、門智昭 小沼克介、樋上彩                                                | 鎌田祐輔   | 《地獄風景》 江戶川亂步全集第8卷 收錄於《目羅博士的不可思議犯罪》 （光文社文庫） |
| #7   |          | 帕諾拉馬島綺譚（前篇） | 櫻井光   | 島津裕行   | 木野目優   | 小沼克介、丸山修二 金子美咲、張鵬 山形孝二、島田英明 藤田亞耶乃、樋上彩 堀江由美 | 山形孝二   | 《帕諾拉馬島綺譚》 江戶川亂步全集第2卷 收錄於《帕諾拉馬島綺譚》 （光文社文庫）   |
| #8   |          | 帕諾拉馬島綺譚（後篇） | 櫻井光   | 平井義通   | 佐藤和磨   | 管振宇、李少雷                                                                   | 鎌田祐輔   | 《帕諾拉馬島綺譚》 江戶川亂步全集第2卷 收錄於《帕諾拉馬島綺譚》 （光文社文庫）   |
| #9   |          | 可怕的錯誤             | 朱白葵   | 鈴木行     | 橋口洋介   | 幸野浩二、樋口博美                                                               | 山形孝二   | 《可怕的錯誤》 江戶川亂步全集第1卷 收錄於《屋脊里的散步者》 （光文社文庫）       |
| #10  |          | 變身願望               | 櫻井光   | 山本天志   | 牛草健     | 鎌田祐輔、門智昭                                                                 | 鎌田祐輔   | 《変身願望》 江戶川亂步全集第27卷 收錄於《続·幻影城》 （光文社文庫）             |
| #11  |          | 白日夢                 | 上江洲誠 | 福岡大生   | 福岡大生   | 、幸野浩二 樋口博美、樋上彩 藤田亞耶乃、張鵬                                     | 山形孝二   | 《白日夢》 江戶川亂步全集第1卷 收錄於《屋脊里的散步者》 （光文社文庫）           |

### 播放電視台
日本深夜動畫：下文記載的日本国内播放時間使用日本標準時間（UTC+9）表示。因為部分時間标识會採用30小时制，因此請留意这类超过24:00的时间，其實際播放時間為翌日清晨。
| 播放地區   | 播放電視台     | 播放日期              | 播放時間（UTC+9）                     | 備註           |
| ---------- | -------------- | --------------------- | ------------------------------------- | -------------- |
| 關東廣域圈 | 富士電視台     | 2015年7月3日－9月18日 | 星期五 0時55分－1時25分（星期四深夜） | 製作委員會参加 |
| 岩手縣     | 岩手可愛電視台 | 2015年7月3日－9月18日 | 星期五 0時55分－1時25分（星期四深夜） |                |
| 山形縣     | 櫻桃電視台     | 2015年7月3日－9月18日 | 星期五 0時55分－1時25分（星期四深夜） |                |
| 愛媛縣     | 愛媛電視台     | 2015年7月3日－9月18日 | 星期五 1時00分－1時30分（星期四深夜） |                |
| 秋田縣     | 秋田電視台     | 2015年7月3日－9月18日 | 星期五 1時20分－1時50分（星期四深夜） |                |
| 靜岡縣     | 靜岡電視台     | 2015年7月3日－9月18日 | 星期五 1時35分－2時05分（星期四深夜） |                |
| 新潟縣     | 新潟綜合電視台 | 2015年7月3日－9月18日 | 星期五 1時45分－2時15分（星期四深夜） |                |
| 熊本縣     | 熊本電視台     | 2015年7月3日－9月18日 | 星期五 1時50分－2時20分（星期四深夜） |                |
| 福島縣     | 福島電視台     | 2015年7月3日－9月18日 | 星期五 1時55分－2時25分（星期四深夜） |                |
| 近畿廣域圈 | 關西電視台     | 2015年7月3日－9月18日 | 星期五 1時55分－2時25分（星期四深夜） | 製作委員會参加 |
| 廣島縣     | 新廣島電視台   | 2015年7月3日－9月18日 | 星期五 2時00分－2時30分（星期四深夜） |                |
| 宮城縣     | 仙台放送       | 2015年7月3日－9月18日 | 星期五 2時05分－2時35分（星期四深夜） |                |
| 鹿兒島縣   | 鹿兒島電視台   | 2015年7月3日－9月18日 | 星期五 2時05分－2時35分（星期四深夜） |                |
| 中京廣域圈 | 東海電視台     | 2015年7月3日－9月18日 | 星期五 2時10分－2時40分（星期四深夜） |                |
| 福岡縣     | 西日本電視台   | 2015年7月3日－9月18日 | 星期五 2時10分－2時40分（星期四深夜） |                |
| 佐賀縣     | 佐賀電視台     | 2015年7月4日－9月19日 | 星期六 0時40分－1時10分（星期五深夜） |                |

## 外部連結
- 電視動畫《亂步奇譚 Game of Laplace》官方網站 （页面存档备份，存于）（日語）
- 電視動畫《亂步奇譚 Game of Laplace》的X（前Twitter） （日語）